# Hydrocynus tanzaniae
Hydrocynus tanzaniae är en fiskart som beskrevs av Brewster, 1986. Hydrocynus tanzaniae ingår i släktet Hydrocynus och familjen Alestidae. IUCN kategoriserar arten globalt som livskraftig. Inga underarter finns listade i Catalogue of Life.